# Kościół Matki Bożej z Góry Karmel w Saint Paul’s Bay
Kościół pod wezwaniem Matki Bożej z Góry Karmel (malt. Il-knisja tal-Karmnu, ang. Church of Our Lady of Mount Carmel) – rzymskokatolicki kościół, stojący w miejscowości Saint Paul’s Bay (malt. San Pawl il-Baħar) na Malcie.

## Położenie
Budynek kościoła znajduje się, jako jedyny kościół, przy głównej ulicy miejscowości, na terenie znanym lokalnie jako Xagħra tal-Bandieri. Nazwa ta oznacza "miejsce gromadzenia się członków dejmy" (lokalnej formacji obronnej). W pobliżu stała wieża strażnicza z XV wieku, znana jako Ta’ Tabibuha, której pozostałości można jeszcze dziś znaleźć przy Triq it-Tonn.

## Historia
Od kiedy Malcie przestali zagrażać piraci, San Pawl il-Baħar stało się miejscem, gdzie bogatsi ludzie zaczęli chętnie spędzać wolny czas. Jeden z lokalnych mieszkańców, Amato Gauci, wystąpił o zezwolenie na budowę kościoła, który zapewniałby duchową posługę ludziom mieszkającym w pobliżu. Przekazał jednocześnie działkę pod budowę świątyni.
Budowę niewielkiego kościoła, którego plany wykonał Emmanuel De’Baroni Gauci, rozpoczęto 16 sierpnia 1854, ukończono zaś 10 lutego 1855. Fundusze na budowę przekazali ks. Joseph Bonavia, Santu Pace, Emmanuel Gauci oraz hrabia Casteletti. Nowy kościół poświęcił 15 maja 1856 proboszcz parafii Naxxar, której podlegało San Pawl il-Baħar, ks. Giuseppe Camilleri.

Kościół powstał na planie kwadratu, miał jeden ołtarz i jedne drzwi wejściowe. Z tyłu dobudowana była niewielka zakrystia. 
W latach 1924–27 ks. Santin D'Amico De Piro, rektor kościoła, zdecydował się rozbudować świątynię. Powiększono zakrystię oraz dobudowano pokój dla opiekuna kościoła. Sam budynek świątyni został przedłużony w kierunku fasady, zwiększając dwukrotnie swą pojemność. Zbudowano wówczas galerię organową, a na dzwonnicy zawieszono odpowiedniej wielkości dzwon. Architektem rozbudowy był Edward Borg Cordona.
W 1930 w wejściu do kościoła zainstalowana została krata z kutego żelaza.
Rok 1929 przyniósł przekazanie kościoła pod opiekę franciszkanów konwentualnych.
Na przełomie lat siedemdziesiątych i osiemdziesiątych XX wieku kościół przeszedł prace restauracyjne, odnowiono wtedy jego wnętrze. 
W 2014 wycięto przerośnięte drzewo sprzed fasady świątyni.

## Architektura

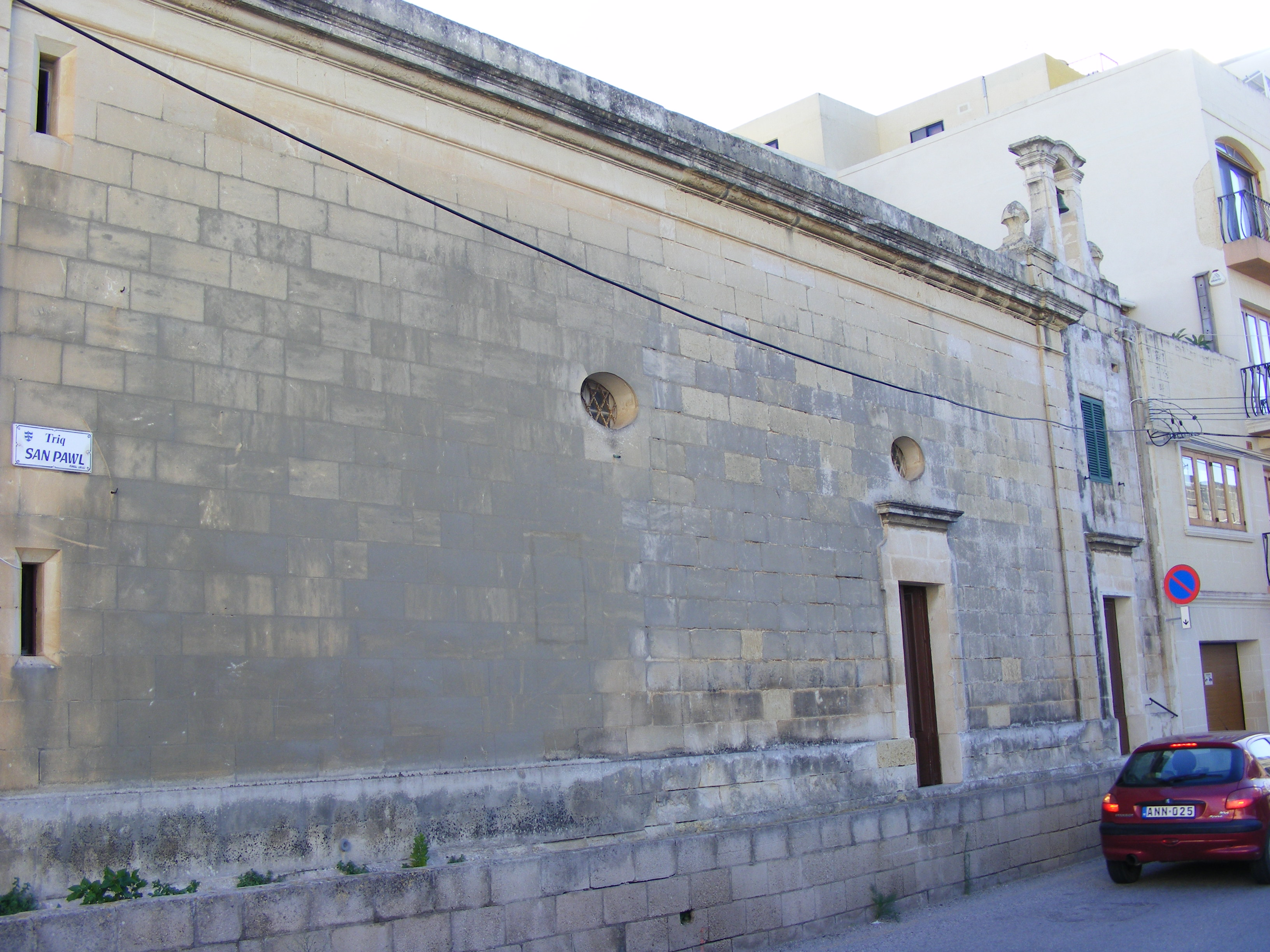
Elewacja boczna. Po prawej widoczna mała dzwonnica

### Opis zewnętrzny
Kościół ma prostą budowę, jest prostokątny tak z zewnątrz, jak i wewnątrz. Niewymyślna fasada, ograniczona dwoma lizenami, ma prostokątne drzwi zwieńczone półkolistą ramą. Całość zakończona gzymsem, nad którym znajduje się duże półkoliste okno, doświetlające galerię organową. Po jego bokach prostokątne słupy, kontynuacja lizen z fasady poniżej, zwieńczone kamiennymi kulami. Ponad szczytem okna prosta dzwonnica z dzwonem o wadze dwóch cetnarów (ok. 101,6 kg), wykonanym przez firmę Baricozzi z Mediolanu, i umieszczonym tu podczas powiększenia kościoła w latach dwudziestych XX wieku. Dotychczas wiszący nad fasadą mniejszy dzwon, zawieszony został na małej dzwonnicy, umiejscowionej na bocznej elewacji nad zakrystią.

### Wnętrze

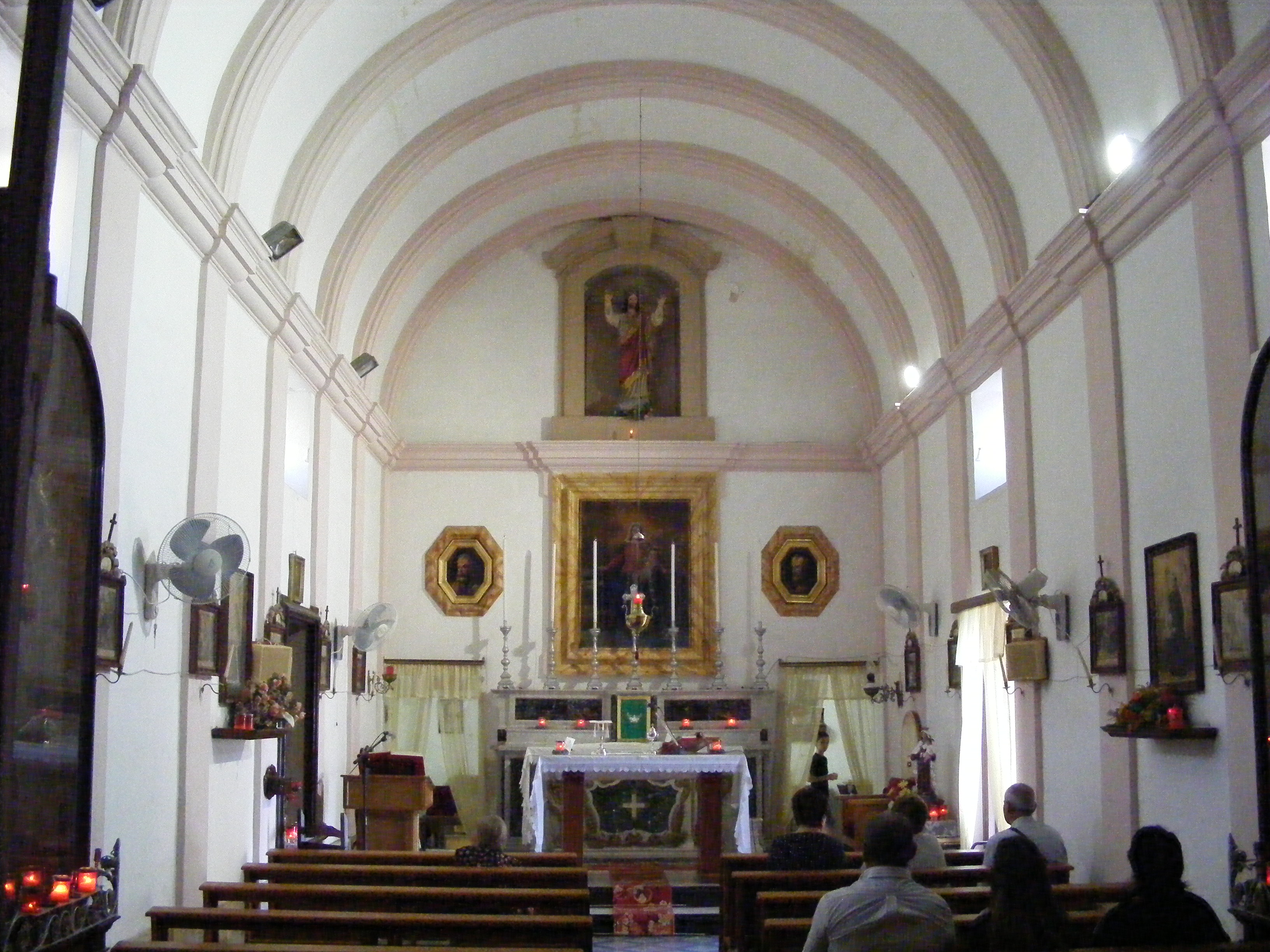
Widok wnętrza kościoła

Sklepienie kolebkowe kościoła wzmocnione jest łukami, wspierającymi się na biegnącym wokół wnętrza prostym gzymsie. Ten z kolei wspiera się na prostych lizenach. Cztery niewielkie okna doświetlają wnętrze.

#### Ołtarz
W kościele znajduje się jeden ołtarz. Jest wykonany z marmuru i umieszczony został w świątyni w 1856, po jej ukończeniu. Obraz tytularny przedstawia Matkę Bożą z Dzieciątkiem Jezus, trzymającą w prawej ręce szkaplerz. Autorem obrazu jest markiz Filippu Ġakbu Cassar Desain, którego nazwisko i herb widoczne są w dolnej części dzieła. Nie wiadomo, kiedy obraz powstał.

Przed oryginalnym ołtarzem stoi, umieszczony w 1974 przez ks. Sebastiana Sciclunę, drewniany ołtarz posoborowy.

#### Inne dzieła sztuki
Po lewej stronie prezbiterium umieszczony jest na ścianie niewielki obraz Matki Bożej z Pompei. Bliżej wejścia do świątyni, po obu stronach, znajdują się dwie duże nisze, zawierające wykonane z papier mâché figury św. Józefa oraz św. Franciszka Ksawerego. Przywiezione zostały przez ks. De Piro z Marsylii podczas rozbudowy kościoła w latach dwudziestych XX wieku. Jak na ironię, w kościele nie ma figury patronki kościoła (!).

## Święto tytularne
Święto tytularne kościoła obchodzone jest 16 lipca każdego roku. Obchody zaczynają się trzema dniami oczekiwania, zaś w dzień święta odprawiana jest uroczysta msza święta śpiewana, po której rozpoczyna się fiesta. 

## Kościół współcześnie
W kościele odprawiane są msze święte w soboty oraz pierwsze piątki miesiąca o 5 po południu, w niedziele i święta o 8 rano.